# European Round Table
Der European Round Table for Industry (Europäischer Runder Tisch für Industrie), ehemals European Round Table of Industrialists (Europäischer Runder Tisch Industrieller), ist eine Lobbyorganisation von fast 60 Wirtschaftsführern großer v. a. europäischer multinationaler Unternehmen. Ziele der Organisation sind das Entwickeln langfristiger wirtschaftsfreundlicher Strategien in der Europäischen Union in Bereichen wie z. B. Wettbewerbs- und Steuerpolitik, Innovation und Digitalisierung, Nachhaltigkeit und Klimaschutz, Europäische Integration und Außenpolitik. Dafür organisiert der ERT eine intensive Kommunikation sowohl mit europäischen Regierungen als auch mit Mitgliedern der Europäischen Kommission, einzelnen Kommissaren oder dem Kommissionspräsidenten. Er betreibt auch Öffentlichkeitsarbeit. Der Sitz der Geschäftsstelle ist in Brüssel.

## Geschichte
1983 gründeten 17 Wirtschaftsführer und zwei Mitglieder der Europäischen Kommission den European Round Table of Industrialists auf Betreiben von Pehr Gyllenhammar (Volvo) und Etienne Davignon (Kommissar für Unternehmen und Industrie) den ERT mit dem Ziel, die Europäische Integration voranzutreiben. Geplant war dabei Europa im Sinne der großen Firmen zu gestalten und die EG zu stärken. Nationale Vetos der Mitgliedstaaten, die eine Entscheidung der EG verzögern oder behindern konnten, sollten abgeschafft werden. Der ERT sollte sich nicht mit Details beschäftigen, sondern die zentrale Richtung Europas mitbestimmen und dabei mit der Europäischen Kommission und dem Europäischen Parlament in engem Kontakt stehen. Weitere Gründungsmitglieder waren Umberto Agnelli (Fiat), Helmut Maucher (Nestlé), Olivier Lecerf (Lafarge Coppée) und Wolfgang Seelig (Siemens). "Der ERT ist „eine Kombination aus Club und öffentlichkeitswirksamem Thinktank“. Mitglieder sind nicht Unternehmen, sondern derzeit(2016) 50 CEOs großer europäischer Konzerne, die dazu eingeladen (kooptiert) wurden.
Vorsitzender ist seit 2014 der Franzose Benoît Potier (Vorstandsvorsitzender von Air Liquide).

## Projekte
Europäische Großbauprojekte im Straßen- und Schienenverkehr wie u. a. der Eurotunnel, die feste Fehmarnbeltquerung, der Ausbau des europäischen Schnellfahrstreckennetzes zwischen London, Paris, Hamburg, München und Rom, die Weiterentwicklung von Hochgeschwindigkeitszügen wie der Magnetschwebebahn,  gehen auf Initiativen des European Round Table zurück.
Auch die Lissabon-Strategie wurde angestoßen.
Seit seiner Gründung fordert der ERT die Erhöhung der Wettbewerbsfähigkeit zur Schaffung von Arbeitsplätzen und Wirtschaftswachstum. Bereits 1983 schlug der ERT im Papier „Foundations for the Future of European Industry“ die Einführung des europäischen Binnenmarktes vor, um die Kosten des grenzüberschreitenden Verkehrs innerhalb der EU zu reduzieren und die Barrieren für Job- und Warenmobilität abzubauen.
Zu den ursprünglichen zentralen Tätigkeitsfeldern Beschäftigungs- und Wettbewerbspolitik kamen danach digitale Wirtschaft, Energie und Klimawandel, Ausbildung, Corporate Finance und Besteuerung, Handel und Investment dazu.
2014 umriss der ERT seine aktuellen Ziele mit „ERT's Vision for Competitive Europe in 2025“ und „EU Industrial Renaissance, ERT Agenda for Action 2014-2019“ um die gegenwärtige schwere Wirtschaftskrise zu überwinden: freie Märkte, Wettbewerb und Deregulierung im Rahmen der Transatlantischen Handels- und Investitionspartnerschaft (TTIP), sowie Reform des Sozialstaats und Komplettierung des EU-Binnenmarktes.
Bei der Beeinflussung der EU-Politik war der ERT als Interessenvertreter der Großindustrie erfolgreicher als der Dachverband der Wirtschaftsverbände Businesseurope. Er ist mit mehreren Mitgliedern in der Competitiveness Advisory Group (CAG) vertreten, und seine halbjährlichen Treffen finden jeweils wenige Tage vor den EU-Gipfeltreffen statt. Mit seinen Schriften „Changing Scales“ (1985) und „Education and European Competence“ (1989) beklagte der ERT eine mangelnde Konkurrenzfähigkeit der europäischen Forschung in den Bereichen Informatik und Biotechnologie und forderte, die Tertiärbildung entsprechend den Erfordernissen der Industrie zu rekonstruieren. Mit „Educations for Europeans. Towards a Learning Society“, das der ERT 1995 an über 30.000 Personen im Bildungsbereich versandte, wurde eine Vereinheitlichung des Bildungssystems moniert.
Mit geringem Erfolg strebte der ERT seit 1983 die Harmonisierung der Altersvorsorge in der EU an. Auch gelang es ihm nicht, die Unternehmensbesteuerung und die Mehrwertsteuer EU-weit so zu vereinfachen, dass in mehreren EU-Staaten tätige Unternehmen nur noch eine Steuererklärung abzugeben hätten. Am Widerstand der UNICE ist der soziale Dialog mit Gewerkschaften für gesamteuropäische Lohnverhandlungen gescheitert.